# Natural History Museum
Das Natural History Museum (Kürzel NHM oder NHMUK; deutsch Naturhistorisches Museum) in London ist eines der größten naturhistorischen Museen der Welt.
Es befindet sich als eines von drei Museen der Exhibition Road im Londoner Stadtteil South Kensington. Es ist in einem Gebäude im romanisch-byzantinischen Stil aus dem Jahre 1860 untergebracht. Das Museum stellt gemeinsam mit dem Geologischen Museum aus, will die Zusammenhänge in der Natur deutlich machen und zeigen, wie die Menschen von den Ressourcen der Erde abhängen.
Traditionell gewährt das Museum den Besuchern (bis auf einige Sonderausstellungen) freien Eintritt. 2019 wurde das Natural History Museum von rund 5,42 Millionen Personen besucht. 2024 betrug die Besucherzahl etwa 6,30 Millionen Menschen.

## Geschichte

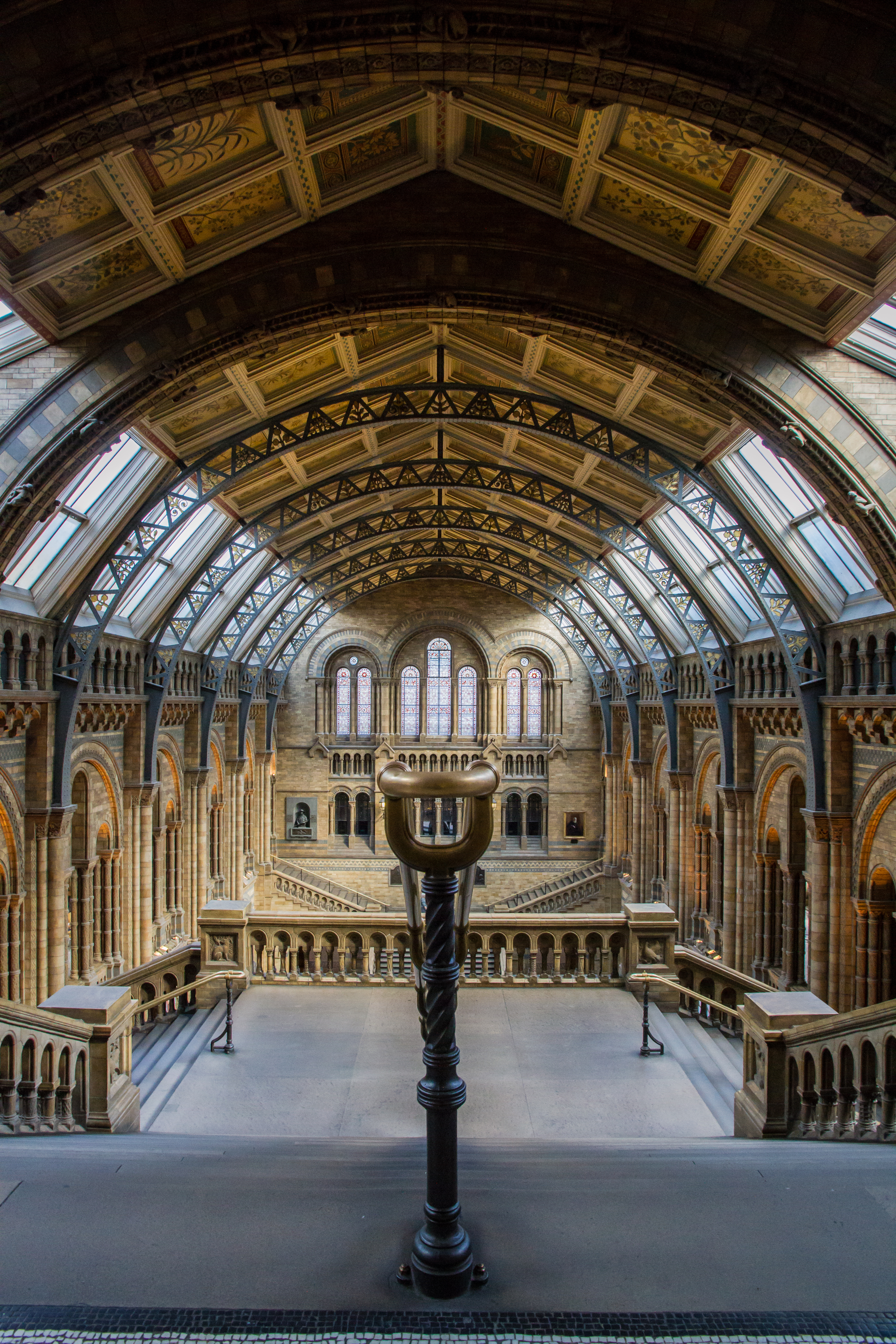
Haupthalle des Natural History Museums

Als das Museum (Natural History Museum) am 18. April 1881 eröffnet wurde, war es ein Teil des Britischen Museums und trug offiziell die Bezeichnung British Museum (Natural History). Einige Ausstellungsstücke stammen aus berühmten Sammlungen des 18. Jahrhunderts. Die naturkundliche Sammlung des Physikers und Kuriositätensammlers Sir Hans Sloane, die er im Jahre 1753 der britischen Nation hinterließ, bildete den Grundstock des British Museum. Dort sind noch heute, vor allem in den Räumen der Ausstellung zum Zeitalter der Aufklärung im 18. Jahrhundert (Enlightment Galleries), Einzelstücke aus Sloanes Sammlung zu sehen. Als dem British Museum weitere bedeutende naturkundliche Sammlungen vermacht wurden, darunter die Sammlung, die der Botaniker Joseph Banks von seiner Reise 1768–1771 mit Kapitän James Cook auf HMS Endeavour mitgebracht hatte, reichten die Räumlichkeiten nicht aus, diese zu zeigen. Der Zoologe und Paläontologe Sir Richard Owen (1804–1892), Leiter der naturkundlichen Abteilung des British Museum, überzeugte die Regierung von der Notwendigkeit eines neuen Gebäudes. Er verfolgte den ehrgeizigen Plan, die verschiedenen Spezies in verwandten Gruppen zu zeigen und typische Vertreter mit charakteristischen Merkmalen auszustellen.
Den Architektenwettbewerb gewann der Architekt Kapitän Francis Fowke. Als dieser im Jahre 1865 starb, wurde der Vertrag an den jungen Architekten Alfred Waterhouse aus Manchester vergeben. Waterhouse änderte Fowkes Entwurf vom Stil der Renaissance zur Neoromanik (angelehnt an die Dombauten der deutschen Romanik) und schuf das Waterhouse-Gebäude in seiner heutigen Gestalt. 1883 waren die Mineralogie und die naturhistorischen Sammlungen an ihrem heutigen Platz. Erst 1963 erhielten die Sammlungen den offiziellen Status als eigenständiges Museum. 1988 wurde eine Verbindung zum Geologischen Museum geschaffen und die beiden Museen vereint.
2019 wurde das Natural History Museum von 5,42 Millionen Personen besucht.

## Ausstellungsstücke und Attraktionen
Das Museum beherbergt etwa 70 Millionen verschiedene Objekte, darunter zahlreiche Dinosaurierskelette, Fossilien (unter ihnen ein Archaeopteryx), Ausstellungsstücke aus der Flora und Fauna, etwa das 25 Meter lange Skelett eines Blauwals oder das Modell des um 1690 ausgestorbenen Dodo. Außerdem ist hier, in Zusammenarbeit mit dem Geologischen Museum, die größte Meteoritensammlung der Welt untergebracht.
In den „Earth Galleries“ wird die Entstehung der Erde gezeigt. Man kann ganz gefahrlos einen simulierten Vulkanausbruch oder ein Erdbeben miterleben. Eine der größten Attraktionen des Museums ist der Tyrannosaurus rex, ein Roboter, der sich lebensecht verhält und nach den Besuchern schnappt und brüllt.

### Life Galleries
In den Life Galleries (Ausstellungen des Lebens) befinden sich Ausstellungen von Fischen, Weichtieren, Krustentieren, Amphibien und Reptilien, Insekten, Säugetieren und Vögeln, dazu fossile Meereslebewesen, britische Fossilien, Ausstellungen über Ökologie, Evolution, aber auch Mineralien und Meteoriten. Der Welt der Pflanzen mit ihrem Nutzen für den Menschen sowie der menschlichen Biologie wird ein besonderer Stellenwert eingeräumt. Eine Simulation stellt die Wahrnehmung eines Babys im Mutterleib dar.

### Earth Galleries
Die Earth Galleries (Ausstellungen über die Erde) in den oberen Stockwerken erreicht man über eine Rolltreppe, die durch eine gigantische Nachbildung unserer Erde führt. Dargestellt wird der Einfluss des Menschen auf die Erde, um ein Nachdenken in Richtung einer nachhaltigen Nutzung anzuregen. Vom Urknall bis in die Zukunft der Erde wird entlang eines Zeitstrahls ein weiter Bogen geschlagen. Mineralien, Erze und Gesteine werden in ihren Formen gezeigt und in ihrem Nutzen für den Menschen dargestellt. Die Naturgewalten werden anhand der Beispiele eines Erdbebens und eines Vulkanausbruchs erklärt und teilweise simuliert. Die Bildung des Himalayas und die Entstehung eines Stalagmiten werden erklärt und verbildlicht. Außerdem beherbergt das Museum eine der weltgrößten Meteoritensammlungen und eine Meteoritenausstellung.

### Darwin Centre
Im Darwin Centre (Darwin-Zentrum) werden alle bekannten Arten der Erde gesammelt. Bereits der Namensgeber Charles Darwin hat die Anfänge dieser Sammlung angelegt. Von ihm handgeschriebene Etiketten zieren nach wie vor die ersten Stücke der Sammlung. Auch ein Exemplar des Quastenflossers ist hier konserviert.
Bisher gab es hier nur die so genannte Feuchtsammlung. Die Gebäude für die Trockensammlung wurden erst im Winter 2008 eröffnet. Wissenschaftler gewähren nach Voranmeldung einen Blick in die Sammlung.

### Wildlife Garden
Der Garten ist neben dem Westrasen des Museums. Der Wildlife Garden bietet eine Ruhezone mit tausenden von britischen Pflanzen und Tieren.

## Forschung
Die über 300 Wissenschaftler des Museums  sind auch heute noch forschend tätig und nehmen – oft im Zusammenhang mit internationalen und interdisziplinären Projekten – an bedeutenden Expeditionen teil. Dabei geht es um die Erweiterung der Sammlungen, die Beschreibung und Klassifizierung neuer Arten, aber auch um die Erforschung globaler Probleme wie der Umweltverschmutzung, der Erhaltung der Artenvielfalt und der Ökosysteme. Auch auf dem Gebiet der Meeresforschung sind die Wissenschaftler des Museums aktiv. International bekannt wurde unter anderem Chris Stringer, einer der führenden Vertreter der sogenannten Out-of-Africa-Theorie zur Stammesgeschichte des modernen Menschen (des Homo sapiens).